# Aselliscus
Az Aselliscus az emlősök (Mammalia) osztályának a denevérek (Chiroptera) rendjéhez, ezen belül a kis denevérek (Microchiroptera) alrendjéhez és a Hipposideridae családjához tartozó nem.

## Tudnivalók
Az Aselliscus-fajok Délkelet-Ázsia és Melanézia területein találhatók meg.

## Rendszerezés
A nembe az alábbi 2 faj tartozik:
- Aselliscus stoliczkanus
- Aselliscus tricuspidatus típusfaj

### Fordítás
Ez a szócikk részben vagy egészben  az   Aselliscus című angol Wikipédia-szócikk fordításán alapul.  Az eredeti cikk szerkesztőit annak laptörténete sorolja fel. Ez a jelzés csupán a megfogalmazás eredetét és a szerzői jogokat jelzi, nem szolgál a cikkben szereplő információk forrásmegjelöléseként.